# Maria Fomina
Maria Alexandrovna Fomina (en russe : Мария Александровна Фомина) est un modèle et actrice russe de théâtre et de cinéma née le 1er mars 1993 à Moscou.

## Biographie
Enfant, Maria Fomina se passionne pour la plongée sous-marine et rêve de devenir ballerine. Elle pratique le ballet de cinq à onze ans à l'Académie d’État de Moscou de chorégraphie. Elle commence en 2004 au studio de théâtre pour enfants d'Irina Feofanova dans le groupe d'Igor Iatsko. Par la suite, elle prend part aux cours de préparation de l' École-studio du Théâtre d'art académique de Moscou (École-studio MKHAT). 
Elle entre en 2010 à l'Académie russe des arts du théâtre (classe d'Oleg Koudriachov). Depuis 2014, elle fait partie de la troupe du Théâtre des Nations.
Sa carrière au cinéma débute en 2004, alors qu'elle est retenue pour un rôle dans le film de Vladimir Machkov Papa. A la suite de cette expérience, elle est résolue de devenir actrice. Elle décroche en 2007 le premier rôle dans le film d'Alexandre Orlov Potapov, k doske!. En 2010, elle joue l'un des rôles principaux dans le film de Vladimir Tchoubrikov Den ottchaiania.
Parallèlement à sa carrière d'actrice, elle pose pour la couverture des magazines OOPS!, Cosmopolitan, Glamour et Mini. Elle tourne également dans des clips du groupe Stigmat : Do 9 stoupeni, Bi-2, Ligalaiz, Oukroïou, ainsi que dans des publicités pour Pepsi, No-chpa et Montale. Elle a aussi été le visage officiel de la société Vassa & Co[réf. nécessaire].

## Vie privée
Maria Fomina est en couple avec l'acteur Pavel Tabakov, le fils d'Oleg Tabakov et de Marina Zoudina.

## Carrière

### Théâtre
- Les âmes mortes
- Polooumnyi Jourden
- Zoïkina kvartira
- Derevnia Peremilovo
- Eugène Onégine
- AURORA
- What's the buzz
- V.O.L.K
- NU | DA
- Istoria lioubvi

#### Théâtre des nations
- #sonetychekspira
- Ivonna, printsessa Bourgoundskaïa

#### Lenkom
- Boris Godounov